# 菓子とガラス器のある静物
『菓子とガラス器のある静物』（かしとガラスきのあるせいぶつ、西: Bodegón con dulces y recipientes de cristal, 英: Still Life with Sweets and Glass Containers）は、17世紀スペイン・バロック期の画家フアン・バン・デル・アメンが画業初期の1622年にキャンバス上に油彩で描いた静物画である。画面下部左側に画家の署名と制作年が記されている。作品はスペイン王室のコレクションに由来し、現在、マドリードのプラド美術館に所蔵されている。

## 作品
板の上に、軽食に典型的な事物と菓子が並べられている。バン・デル・アメンは通常通り、異なるモティーフの量感と質感を暗い背景の中に光で際立たせ、それらを名人芸的な写実主義で表現している。

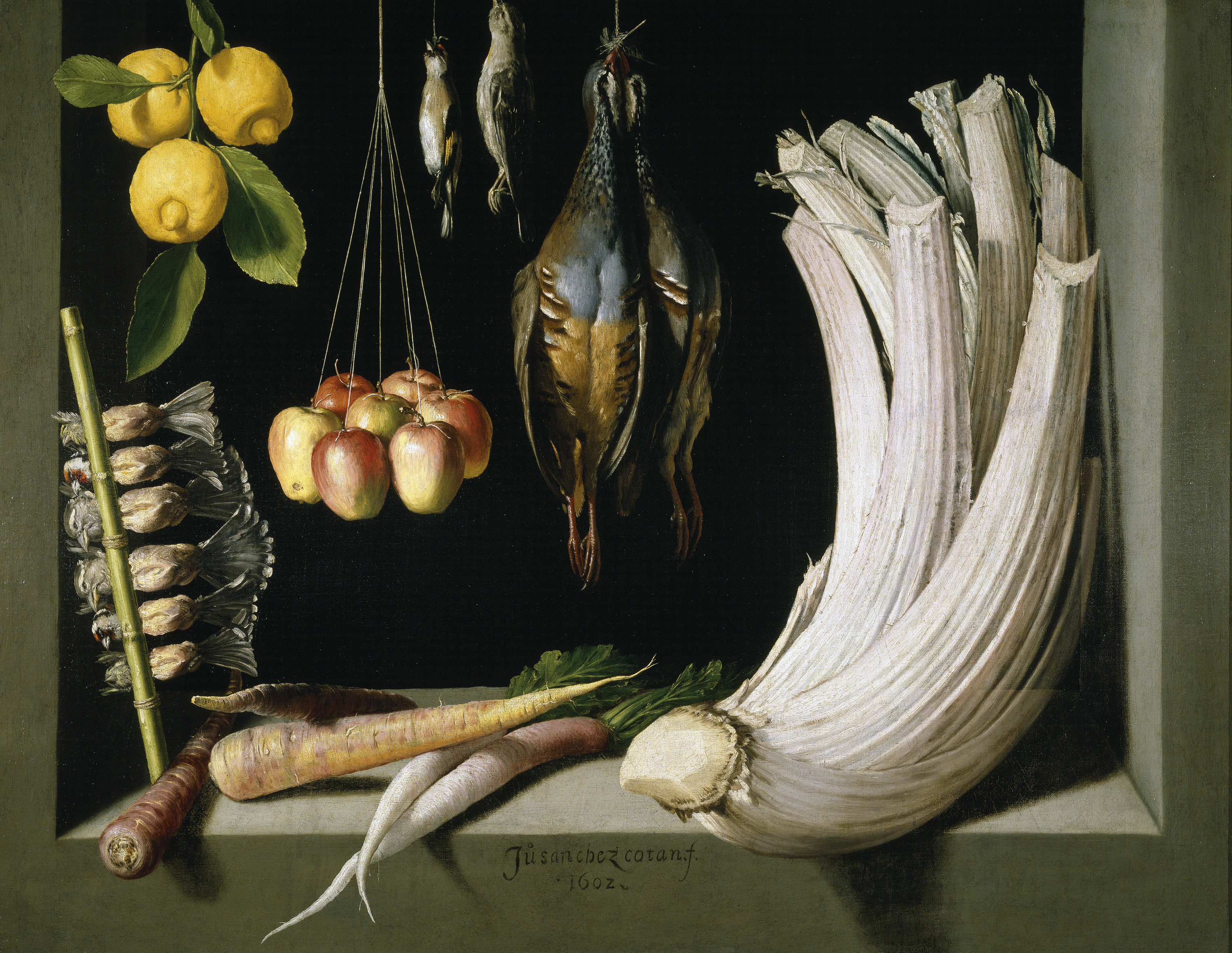
フアン・サンチェス・コターン『狩猟の獲物、野菜と果物のある静物』 (1602年) プラド美術館、マドリード

本作はバン・デル・アメンの最も称賛されている静物画であり、フアン・サンチェス・コターンの影響とバン・デル・アメンが有していたイタリアのテネブリスム絵画の知識が見て取れる。コターンの作品との大きな違いはモティーフである。質素な食材を題材としたコターンとはまったく異なり、宮廷の軽食に提供されるような繊細な食材が、異なる材質や形状を持った高価な器とともに描かれている。ガラス器の輝きや透明度、陶器の光沢、糖衣を着せた果物、ウェハースの亀裂などに、それぞれの質感が見事に描き出されている。

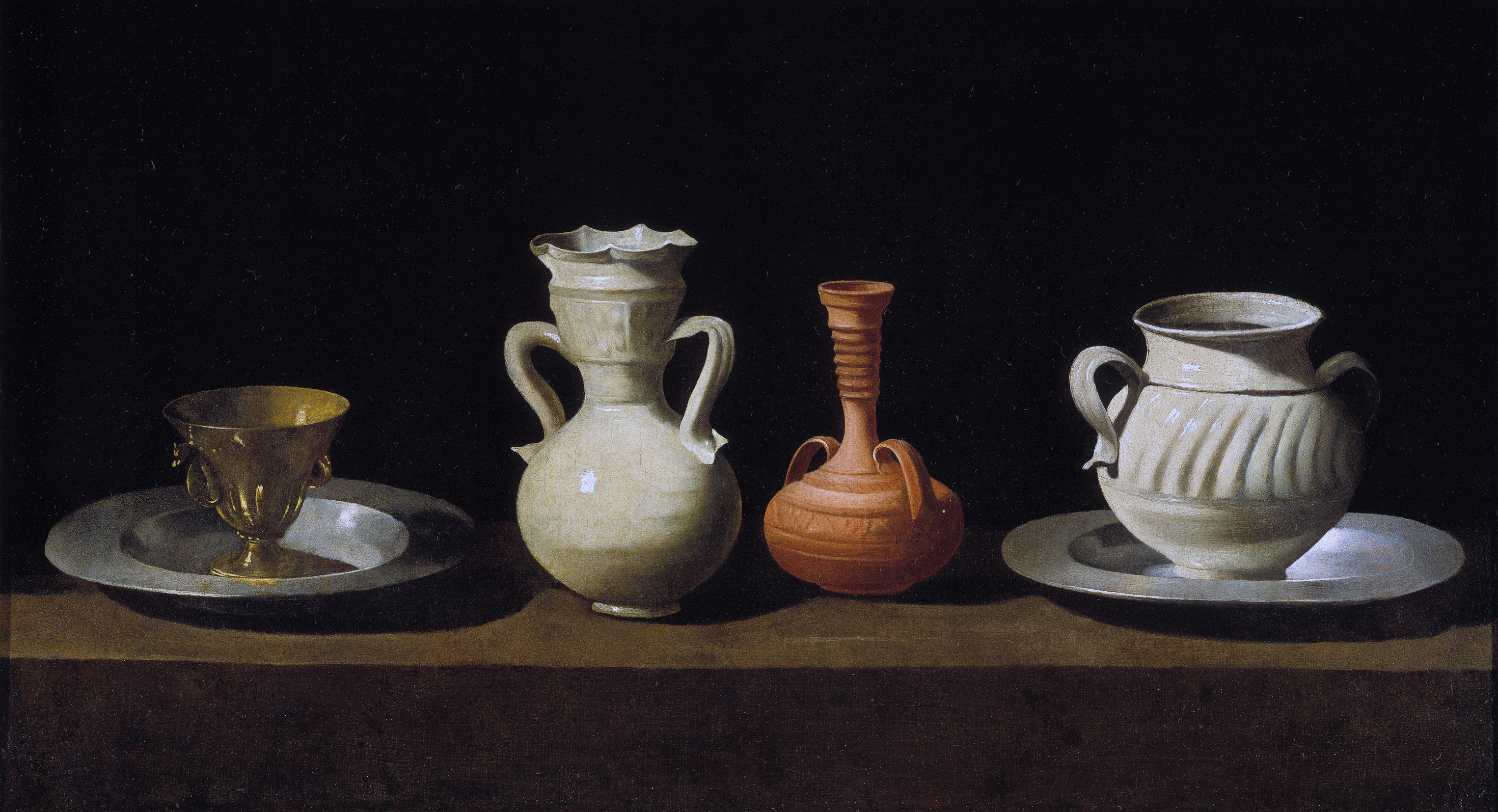
フランシスコ・デ・スルバラン『壺のある静物』 (1658-1664年) プラド美術館、マドリード

本作はドアの上に掛けられていたと考えられ、トロンプルイユ的の効果を持っている。画面右端のフラスコには2人のハエが止まっているが、これは蜂蜜と香辛料を使用した、ムーア人由来の飲み物「アローハ (aloja)」が入っているためであろう。このハエの描写はまた、古代ギリシアの画家ゼウクシスが描いたとされるだまし絵的作品を示唆するものとなっている。
フランシスコ・デ・スルバランは、自身の『壺のある静物』 (プラド美術館、マドリード) を描く際に本作に触発され、その構図とテネブリスムを用いたとも考えられる。本作に見られる熟考された空間構成は、後のバン・デル・アメンの作品でさらに顕著となる。